# 裂解汽油
裂解汽油（英語：pyrolysis gasoline；簡稱Pygas）是富含芳香烴的輕油級產品，是高溫裂解輕油生產乙烯和丙烯裂解的副產品，是五碳至十二碳之芳香烴、烯烴和烷烴的高辛烷值混合物；因此可望做為汽油摻配物，或做為芳香烴來源。近期，有高辛烷值的裂解汽油廣泛用於摻配汽油。

## Raw Pyrolysis Gasoline（RPG）
Raw Pyrolysis Gasoline（或Raw Pygas）是沒氫化的裂解汽油，苯含量较高。

## Hydrogenated Pyrolysis Gasoline（HPG）
Hydrogenated Pyrolysis Gasoline（或Hydrogenated Pygas）是BTX廠提煉苯和甲苯的原料。